# Linnoluoto
Linnoluoto är en ö i Finland. Den ligger i sjön Viinijärvi och i kommunen Outokumpu i den ekonomiska regionen  Joensuu ekonomiska region  och landskapet  Norra Karelen, i den sydöstra delen av landet, 400 km nordost om huvudstaden Helsingfors. Öns area är omkring 710 kvadratmeter och dess största längd är 40 meter i nord-sydlig riktning.